# Saint-Omer (Pas de Calais)
|  | Per a altres significats, vegeu «Saint-Omer-Capelle». |

Saint-Omer (francès) o Sint-Omaars (neerlandès) és un municipi francès al departament del Pas de Calais (regió dels Alts de França).
Pertanyia al comtes de Flandes i a l'edat mitjana era un centre important de la indústria del tèxtil. Fins a la revolució francesa era la seu de l'Abadia de Sant Bertí qui durant tot l'antic règim va ser molt influent en la zona. Va ser annexat per França el 1678 després del Tractat de Nimega.

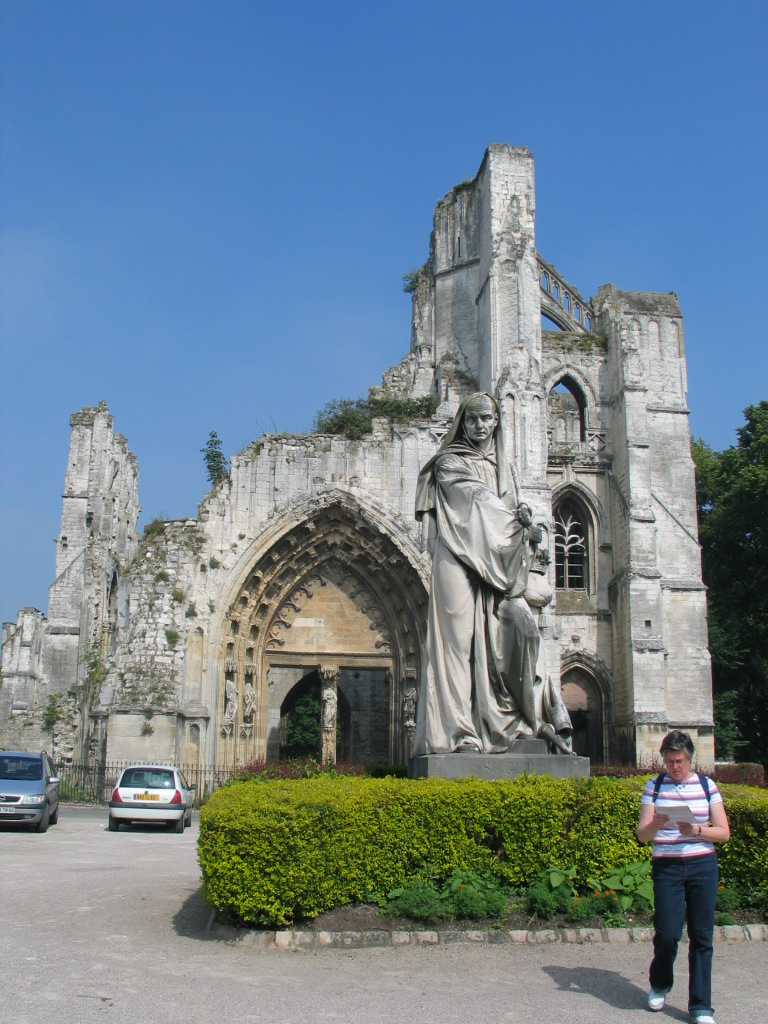
Ruïnes de l'Abadia de Sant Bertí